# 아비라자
아비라자(버마어: အဘိရာဇာ; d. 825 BCE)는 19세기 연대기 흐만난 라자왕에 따르면 따가웅 왕국과 버마 군주제의 전설적인 창시자였다. 그는 석가모니와 동일한 석가족에 속한 자로 알려졌다. 그러나 18세기 이전 버마 연대기 군주제의 기원을 태양신의 후손이자 용공주인 또 다른 전설적인 인물인 쀼써티로 추적한다.

## 같이 보기
- 스리크세트라